# Ebikon
Ebikon (gsw. Äbike) – miasto i gmina w środkowej Szwajcarii, w kantonie Lucerna, w okręgu Luzern-Land. Leży nad jeziorem Rotsee.

## Demografia
W Ebikonie mieszka 14 181 osób. W 2021 roku 23,3% populacji gminy stanowiły osoby urodzone poza Szwajcarią. 

## Współpraca
Miejscowość partnerska:
- Embd, Valais

## Transport
Przez teren gminy przebiegają autostrada A14 oraz droga główna nr 4. 